# Ulisses Acosta Romero
Ulisses Acosta Romero (* 20. Juli 1911 in Maracaibo, Venezuela; † 2. Februar 1986 in Caracas, Venezuela) war ein venezolanischer Geiger, Komponist, Arrangeur und Dirigent.

## Leben
Ulisses Acosta Romero hatte Musikunterricht bei  Evencio Añez. 1937  war er  Mitglied des ersten Sinfonieorchesters von Maracaibo. 1940 gründete und leitete er La Orquesta Típica Zuliana. Von 1943 bis 1953 studierte er an der Escuela de Musica Jose Angel Lamas in Caracas Violine, Viola, Kontrabass und Komposition bei Antonio Estévez und Vicente Emilio Sojo. Während seiner Studiums war er Geiger beim  Radio-Caracas-Televisión-Sinfonieorchester. Er war Begründer der Banda Sinfonica General Rafael Urdaneta und von 1975 bis 1981 deren Kapellmeister. Ebenso war er Kapellmeister  der Conciertos del estado Simon Bolivar in Maracaibo. 27 Jahre war er musikalischer Leiter bei Radio Caracas Radio und Radio Caracas Televisión. Bei den Shows von Renny Ottolina war er Dirigent des Orchesters.

## Werke (Auswahl)
- 32 venezolanische Walzer
- 12 Danzas Zulianas
- 3 Contradanzas
- 150 musikalische Themen für das Fernsehen
- 2 Kompositionen für Violine
- Misa Virgen Zuliana
- Misa oficial a la Virgen de Chiquinquirá
- 6 Ave-Maria-Vertonungen
- 3 Vertonungen des Tantum ergo
- 4 Fantasien für Banda
- Fantasie für Sinfonieorchester
- Fantasía Zuliana
- Fantasía Trujillana